# Xã New Hope, Quận Union, Iowa
Xã New Hope (tiếng Anh: New Hope Township) là một xã thuộc quận Union, tiểu bang Iowa, Hoa Kỳ. Năm 2010, dân số của xã này là 623 người.